# Carles I de Portugal
Carles I de Portugal, dit el Màrtir o el Diplomàtic (Lisboa, 1863 - ibíd., 1908) fou duc de Bragança i rei de Portugal (1889-1908), el penúltim abans de la instauració de la República.

## Orígens familiars
Va néixer a la capital del regne el 28 de setembre de 1863 fill del rei Lluís I de Portugal i la seva esposa Maria Pia de Savoia. Per via paterna era net de la reina Maria II de Portugal i del príncep Ferran de Saxònia-Coburg Gotha mentre que per línia materna era net de Víctor Manuel II d'Itàlia i de l'arxiduquessa Adelaida d'Àustria.

## Ascens al tron
L'infant Carles es va convertir en rei el 10 d'octubre de 1889, mentre el seu pare encara era al llit de morts. Home intel·ligent però propens a l'extravagància, les polítiques, malversaments i les seves relacions extramatrimonials van segellar el futur de la monarquia portuguesa.
Els tractats colonials amb el Regne Unit, signats un l'agost de 1890 en el qual es va definir les seves fronteres africanes al llarg del riu Zambesi i riu Congo i l'altre el 14 d'octubre de 1899 en el qual es confirmaven els tractats colonials del segle xvii, van estabilitzar la situació a Àfrica.
Portugal va ser declarada en fallida econòmica dues vegades, el 14 de juny de 1892 i novament el 10 de maig de 1902, causant disturbis industrials, antagonisme entre socialistes i republicans i la crítica de la premsa de la monarquia. Carles va respondre al nomenar João Franco com a primer ministre i subseqüentment acceptant la dissolució del Parlament.
L'1 de febrer de 1908, la família reial retornava del Palau de Vila Viçosa a Lisboa. Van agafar un vaixell per a travessar el riu Tajo i van desembarcar al centre de Lisboa. En el seu camí cap al palau reial, el carruatge amb Carles I i la seva família van passar per la plaça de Terreiro do Paço, on van ser disparats diversos trets des de la multitud que s'hi va apropar. El rei va morir immediatament, el seu hereu Lluís Felip de Bragança va ser mortalment ferit, i l'infant Manuel de Bragança va ser ferit al braç. Els assassins van ser morts a trets al mateix lloc pels guardaespatlles reials i més tard reconeguts com a membres del Partit Republicà. Aproximadament, vint minuts més tard, el príncep Lluís Felip va morir i dies després, l'infant Manuel va ser aclamat rei de Portugal, l'últim de la dinastia dels Bragança-Wettin.

## Núpcies i descendents
Es va casar el 22 de maig de 1886 a Lisboa amb la princesa Amèlia d'Orleans, besneta del rei Lluís Felip I de França. D'aquesta unió tingueren:
- l'infant Lluís Felip de Bragança (1887-1908), duc de Bragança

- l'infant Manuel II de Portugal (1889-1932), rei de Portugal
- la infanta Maria Anna de Bragança (1887)

Carles I va tenir una filla il·legítima amb la brasilera Maria Amèlia Laredo Murça: 
- Maria Pia de Saxònia-Coburg Gotha i Bragança (1907-1995)